# عبد الرحمن الدوري
عبد الرحمن أحمد عبد الرحمن الدوري هو من مواليد بغداد 1945
تخرج من الكلية العسكرية دورة 44 صنف درع.
وهو من المشاركين في انقلاب تموز 1968.

## المناصب
استلم مناصب عديدة كانت اهمها أمين سر فرع بغداد العسكري وأمين سر فرع الجنوب العسكري وأمين سر فرع عمورية، سفير العراق في الاتحاد السوفيتي، مدير الأمن العامة 1987-1991، محافظ النجف الأشرف،
بعدها أصبح عضو قيادة قطر العراق لحزب البعث وإستلم منصب مسؤول محافظات الفرات الأوسط والموصل، تميز بشعبية واسعة من قبل اهالي الفرات الأوسط. حاصل على نوط الشجاعة، جُرد من كل مناصبه ووضع تحت الإقامة الجبرية ولا أحد يعرف السبب.

## وفاته
```
توفي بسبب مرض عضال عام 
2000
.
```